# 贝伦尼斯·阿博特
贝伦尼斯·爱丽丝·阿博特（英語：Berenice Alice Abbott，1898年7月17日—1991年12月9日）美国摄影师，原名博尼斯·阿博特，因于20世纪30年代用黑白摄影表现纽约街头和建筑物而为人所知。

## 青少年时代
她出生于俄亥俄州的春天，由她的离异母亲抚养长大。她就读于俄亥俄州立大学，但是于1918年肄业离开。
她和朋友于1918年搬去纽约的格林尼治村，并在那里成为无政府主义者希伯来特·哈维尔的养女。她与作家朱娜·巴恩斯，哲学家肯尼斯·伯克，文学评论家马尔科姆·考利和后来的天主教工人运动的发起人之一多萝西·戴伊合租一间位于格林威治大街上的公寓。最开始她想成为新闻工作者，但很快她的兴趣转为戏剧和雕塑，原因可能是受到了艺术家尤金·奥尼尔、曼·雷和萨达基奇·哈特曼的影响。在1919年，她几乎死于流行性感冒。

## 欧洲经历
阿博特于1921年去了欧洲，并在巴黎和柏林学习了2年雕塑。在此期间，她在朱娜·巴恩斯的建议下将她的名字博尼斯改成其法文版本贝伦尼斯。除了在视觉艺术的工作外，阿博特还在实验性文学杂志《变革》（transition）上发表过诗歌。
阿博特于1923年成为曼·雷的助手并开始接触摄影。后来她写道：“我学习摄影如鱼得水。我再也没有想过从事任何其他职业。”曼·雷很赞赏她在暗室中的工作并允许她使用他的工作室拍摄自己的作品。她于1926年举办了第一个个人作品展并成立了自己的工作室。在柏林学习了一段时间的摄影后，她于1927年回到巴黎，成立了自己的第二个工作室。
阿博特拍摄的内容是艺术、文学界的人们，包括法国本地艺术家（如让·谷克多），旅居于法国的外籍艺术家（如詹姆斯·乔伊斯）和其他暂居于城市里的人。根据西尔维娅·毕奇所说，“被曼·雷或阿博特拍照就说明你是一个名人了。” 在巴黎，阿博特的作品与曼·雷，安德烈·柯特茲及其他巴黎有名摄影师的作品一同被展出。阿博特的肖像作品在于1928年9月举办于布鲁塞尔和德国的现代主义摄影作品展中显得非常突出。
在1925年，阿博特在曼·雷的介绍下接触到了尤金·阿杰的摄影作品。她非常欣赏阿杰的作品，并于1927年为阿杰拍摄了肖像。阿杰在此之后不久离世。阿杰在1920年卖出2621张底片，他的朋友及遗嘱执行人在他死后马上卖出超过2000张底片。在政府购买这些底片的同时，阿博特于1928年6月将阿杰其余的底片都购来，并很快开始推广工作。最早的推广成果是1930年出版的书《阿杰，巴黎的摄影家》（Atget, photographe de Paris）。在这本书中，阿博特被描述为照片编辑者。阿博特对阿杰作品的推广直到1968年将他的作品底片卖给纽约现代艺术博物馆才为止。中间她出版了《阿杰的世界》（The World of Atget，1964），为1963年《巴黎影像》（A Vision of Paris）提供了阿杰的摄影作品，出版了包括阿杰的作品在内的摄影作品集《二十张照片》（Twenty Photographs）并写了关于阿杰的许多文章。阿博特不间断的努力使得阿杰在国际上获得了极高的声誉。

## 《变化的纽约》

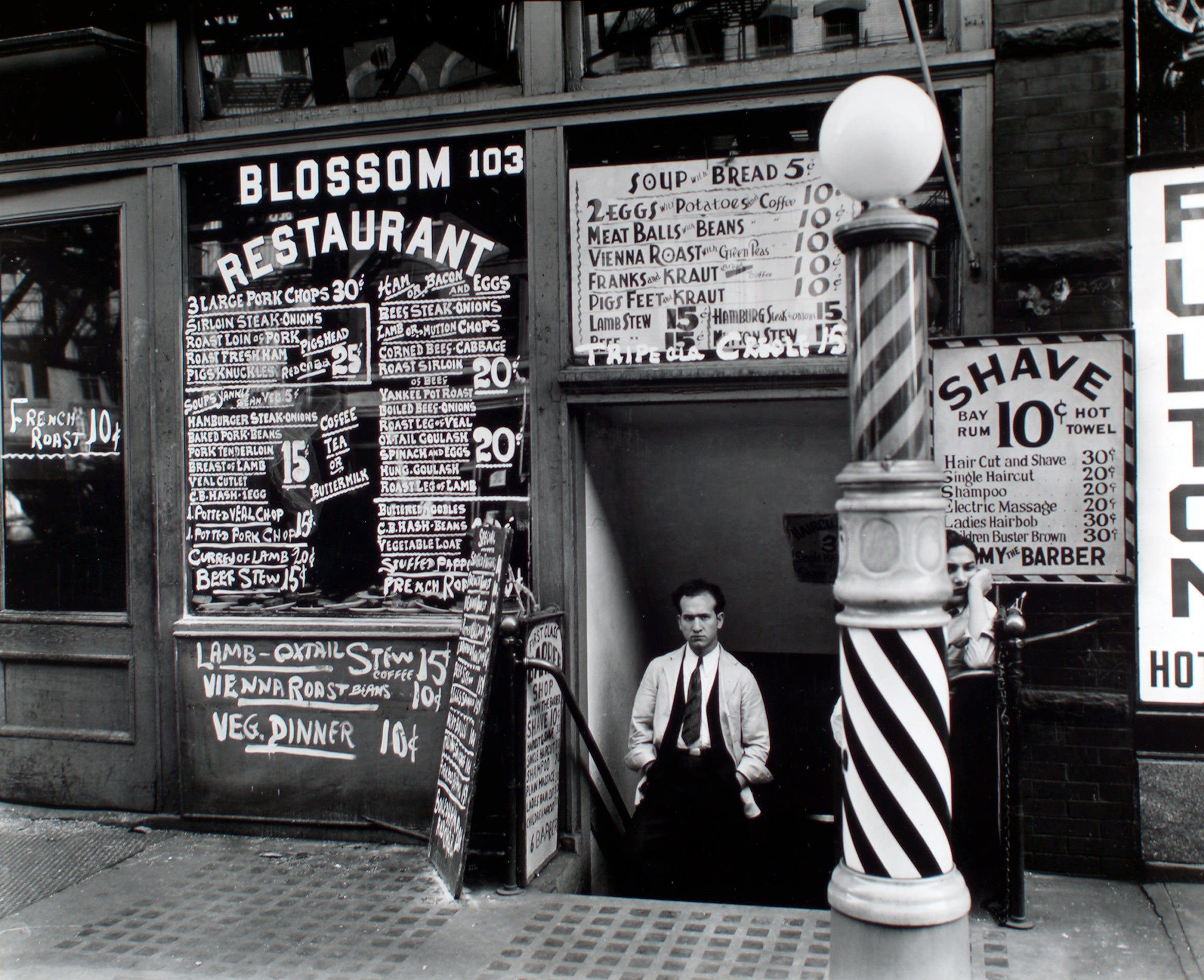
包厘街餐厅，《变化的纽约》（Changing New York）中的作品，摄于1935年.

1929年年初，阿博特来到纽约市向一个美国出版商购买尤金·阿杰的作品。10年之后重新见到纽约，阿博特看到了这个城市蕴含的摄影价值。她回到巴黎关闭了自己的工作室，并于1929年9月回到纽约。阿博特使用大画幅相机，并如同尤金·阿杰那么细致和勤奋地拍摄纽约。她的照片为曼哈顿许多现已消失的建筑和城区提供了历史记录。
阿博特花了6年独自开展她的拍摄纽约项目，没能从任何机构取得经济资助。她依靠经济活动和在1933年成立的社会研究新学院教书支持自己的生活。不过她在1935年得到了联邦艺术计划的支持。在1939年她完成项目时，已经有305幅她的作品被存放于纽约市博物馆。

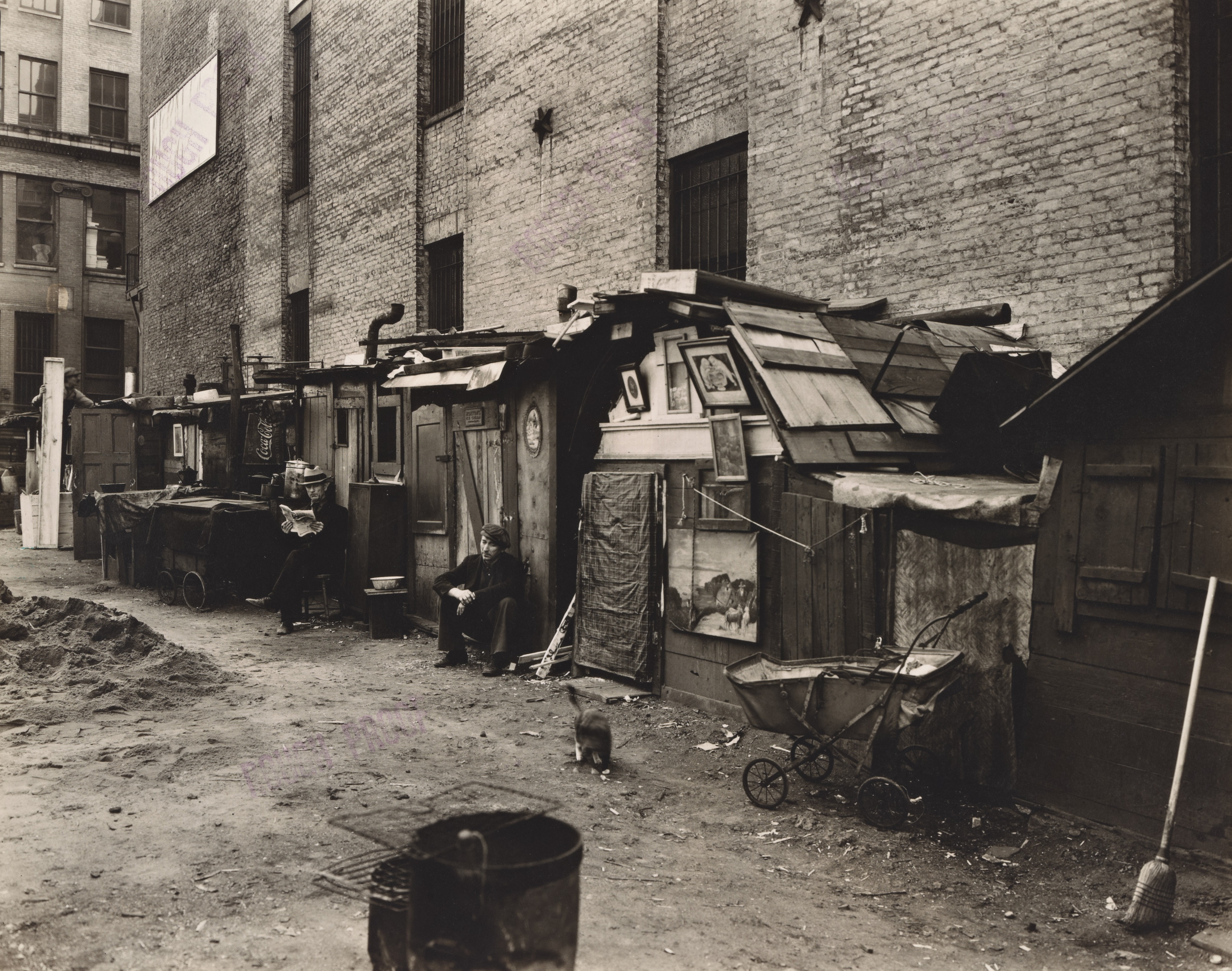
失业者的帐篷，摄于纽约市，1935年

阿博特的项目是社会学研究与现代美学实践的结合。她的作品主要关于城市生活的三个方面：各种各样的城市居民；他们生活、工作、娱乐的场所；他们的日常活动。阿博特的目的是让人们意识到他们生活的环境是他们集体行为的后果（反之亦然）。此外，她避免仅仅呈现新老建筑之间的差异，选择她自己独特的视角表达她对某事物的赞赏或批评。
阿博特拍摄纽约的理念受到了刘易斯·芒福德的历史观的影响。芒福德将美国历史按照技术发展划分时代。阿博特，像芒福德一样，是被称为美国古技术时代（paleotechnic era）的批评者。美国古技术时代，也被其他历史学家称为第二次工业革命，按照芒福德的理论，出现于美国南北战争末期。像芒福德一样，阿博特希望通过城市规划（由她的照片协助）美国可以摆脱古技术时代的影响，并迎来一个更人性化的新技术时代（neotechnic era）。阿博特对芒福德的认同可以从她对古技术时代的建筑的拍摄方式中看出——她经常将那些建筑拍摄地更加破旧。
1935年，阿博特与艺术评论家伊丽莎白·麦考斯兰搬入了位于格林威治村的寓所，两人一起生活直到1965年麦考斯兰去世。麦考斯兰是阿博特的拥护者，她在《春天共和日报》（Springfield Daily Republican）、《潮流》（Trend）和《新群众》（New Masses）等报纸、杂志上发表了关于阿博特的评论文章。除此之外，她还为阿博特于1939年出版的《变化的纽约》撰写了说明。

## 科学摄影
阿博特的纪实摄影方式使她为科学摄影作出了重要贡献。在1958年，她为物理教科书拍摄了一系列科学现象的照片。
阿博特不仅是摄影师，1946年她创办了摄影之屋（House of Photography）以推销她的一些发明创造。这些发明包括变形画架，可在暗房中制作不同寻常的效果的照片；伸缩照明杆（即摄影棚常见的autopole），这样照明设备可调整到任意高度。但是由于经营不善，摄影之屋赔了钱，在两位创建者，阿博特和伊利莎白麦·考兰去世之后，摄影之屋最终倒闭。

## 纽约之外
1934年亨利-罗素·希区柯克希望阿博特拍摄两个主题：美国战前建筑和亨利·霍布森·理查森设计的建筑。20年之后，阿博特和伊利莎白·麦考斯兰从佛罗里达州旅行至缅因州，一路上拍摄了小镇和越来越多的与汽车相关的建筑。阿博特在这个项目中拍摄了超过2500张照片。不久之后，阿博特接受了一个肺部手术，并被告知她需要离开污染严重的纽约。她于1991年死于缅因州的孟松。
阿博特在缅因州时继续摄影，她去世前的最后一本书是《缅因影像》（A Portrait of Maine，1968）。

## 摄影方式
阿博特是纪实派摄影的一份子，她强调摄影当不被主题和后期制作所控制。她同时反对画意派（pictorialism）摄影师如阿尔弗雷德·斯蒂格里茨。和阿博特相比，画意摄影师更受人民群众所喜爱。由于她的反对，画意派也不支持她的作品。
阿博特的摄影体现了科技与社会的发展。她的作品记录并赞扬了纽约的建筑。她的纪实作品源于她的现代技术如照相技术应为记录20世纪做贡献的理念。